# صادق‌آباد قپانوری
صادق‌آباد قپانوری، روستایی از توابع بخش مرکزی شهرستان نهاوند در استان همدان ایران است.
مردم این روستا به لهجه ماه نهاوندی یا پهلوی تکلم می کنند .

## جمعیت
این روستا در دهستان طریق الاسلام قرار دارد و براساس سرشماری مرکز آمار ایران در سال ۱۳۹۵، جمعیت آن ۴۶۰ نفر (۱۵۵خانوار) بوده‌است.